# Alioune Diouf (photographe)
Pour les articles homonymes, voir Diouf et Alioune Diouf (homonymie).
Alioune Diouf, né en 1910, est l'un des précurseurs de la photographie au Sénégal dans les années 1950.

## Biographie
Alioune Diouf est d'abord secrétaire dans l'administration à Cotonou avant de devenir, de 1937 à 1942, greffier auprès d'Octave de Saint-André, le président du tribunal de Conakry. Celui-ci l'initie à la photographie et lui offre un appareil. Après plusieurs décennies de vie professionnelle parfois mouvementée — on le présente comme une « forte tête » —, il décide de se consacrer entièrement à la photographie, qui n'était d'abord qu'une activité d'appoint.